# Theo Plath
Theo Plath (* 1994 in Koblenz-Niederberg) ist ein deutscher Fagottist.

## Wirken
Theo Plath erhielt seinen ersten Fagott-Unterricht bei Nikolaus Maler. Ab 2009 studierte er bei Dag Jensen an der Hochschule für Musik und Theater München, wo er 2017 sein Masterstudium begann. Weitere künstlerische Impulse erhielt er bei Meisterkursen mit Sergio Azzolini und Klaus Thunemann. Nach langjähriger Mitgliedschaft im Bundesjugendorchester war Theo Plath regelmäßiger Gast bei wichtigen deutschen Orchestern wie der Deutsche Kammerphilharmonie Bremen, dem WDR Sinfonieorchester und dem NDR Elbphilharmonie Orchester. 2018 wurde er stellvertretender Solo-Fagottist der Deutsche Radiophilharmonie Saarbrücken-Kaiserslautern. Seit Oktober 2019 ist er Solo-Fagottist im hr-Sinfonieorchester in Frankfurt am Main.
Theo Plath war Stipendiat der Deutschen Stiftung Musikleben und der Villa Musica, zudem wird er seit 2014 von der Mozart-Gesellschaft Dortmund unterstützt.
Außerdem ist Theo Plath Mitglied im Monet-Bläserquintett, das u. a. Preise beim Concours International du Chambre de Lyon und beim Deutschen Musikwettbewerb gewann.
Seit 2016 engagiert sich Theo Plath regelmäßig auch bei der Initiative Rhapsody in School und vermittelt seine Begeisterung für klassische Musik an Schüler in ganz Deutschland.

## Auszeichnungen
Beim Internationalen Musikwettbewerb der ARD in München hat Theo Plath 2019 den Dritten Platz gewonnen. Vorausgegangen waren zahlreiche weitere Preise, darunter der Crusell-Wettbewerb, beim Gasteig Musikpreises sowie beim Preis des Deutschen Musikwettbewerbs 2018.
- 2012 Internationaler Aeolus Bläserwettbewerb

## Diskografie (Auswahl)
- Wolfgang Amadeus Mozart: Sinfonia Concertante. Theo Plath mit Ramón Ortega Quero, Sebastian Manz, Marc Gruber und der Württembergische Philharmonie Reutlingen unter Ola Rudner (2015)
- Theo Plath - Bassoon Concertos. Deutsche Radiophilharmonie Saarbrücken-Kaiserslautern unter Leo McFall (2020)
- Monet Quintett. Wind Quintets by Dubugnon, Taffanel, Holst und Françaix (2020)